# La Montanara
La Montanara (en français la Montagnarde) est le titre d'une chanson populaire dont les paroles et la musique ont été composées en 1927 par l'alpiniste Toni Ortelli, né à Schio (Vicence), mais piémontais d’adoption. L’harmonisation à quatre voix de la pièce est signée Luigi Pigarelli.

## Histoire
La chanson est née en juillet 1927 dans les vallées de Lanzo à Pian della Mussa. L’alpiniste Toni Ortelli qui y séjournait en a écrit les paroles et la musique en mémoire d'un ami valdôtain mort au Mont Rose. C’est ensuite le maestro Luigi Pigarelli à Trente qui l’a harmonisée sous le pseudonyme de Pierluigi Galli. Elle a alors été donné au chœur de la SOSAT, qui en a édité la première édition en 1930.

## Le texte
La Montanara est considérée comme l'une des plus célèbres chansons de montagne et est inspirée par la légende ladine de Soreghina, fille du Soleil, même si les paroles de la chanson mentionnent à peine cette histoire en laissant un espace à l’évocation des vallées, des forêts et des chants alpins.
Les paroles ont été traduites en 148 langues.

## La musique
La mélodie est constituée par un couplet et un refrain répété deux fois, qui est suivi par un second verset effectué par un soliste. La mesure est à 3/4.

## Anecdotes
- La Montanara a été chantée en public pour la première fois à Rome par le Chœur de la SOSAT au micro de la radio italienne (EIAR) le 7 avril 1929.
- La chanson, qui jouit actuellement d'une diffusion mondiale, a donné son nom à un célèbre chœur allemand de la région de Stuttgart : le Montanara Chor.
- Le refrain Soreghina tire son nom de la protagoniste de la légende ladine qui a inspiré la chanson La Montanara.
- La Montanara est l'hymne du HC Ambrì-Piotta, une équipe de hockey sur glace du canton du Tessin, qui milite en National League.

## Source
- (it) Cet article est partiellement ou en totalité issu de l’article de Wikipédia en italien intitulé « La Montanara » (voir la liste des auteurs).

## Référence
1. ↑  « L'ottantenne "Montanara" », Messagero veneto,‎ 2007 (lire en ligne)